# Gmina Jõelähtme
Gmina Jõelähtme (est. Jõelähtme vald) – gmina wiejska w Estonii, w prowincji Harju. Jej powierzchnia wynosi 211,41 km², a populacja 9 696 osób (2022).
W skład gminy wchodzą:
- 2 okręgi miejskie: Kostivere, Loo.
- 34 wsie: Aruaru, Haapse, Haljava, Ihasalu, Iru, Jõelähtme, Jõesuu, Jägala, Jägala-Joa, Kaberneeme, Kallavere, Koila, Koipsi, Koogi, Kostiranna, Kullamäe, Liivamäe, Loo, Maardu, Manniva, Neeme, Nehatu, Parasmäe, Rammu, Rebala, Rohusi, Ruu, Saha, Sambu, Saviranna, Uusküla, Vandjala, Võerdla, Ülgase.

U wybrzeży gminy Jõelähtme na głębokości 200 m na dnie Morza Bałtyckiego planuje się budowę podmorskiej elektrowni o mocy 300MW.

## Galeria

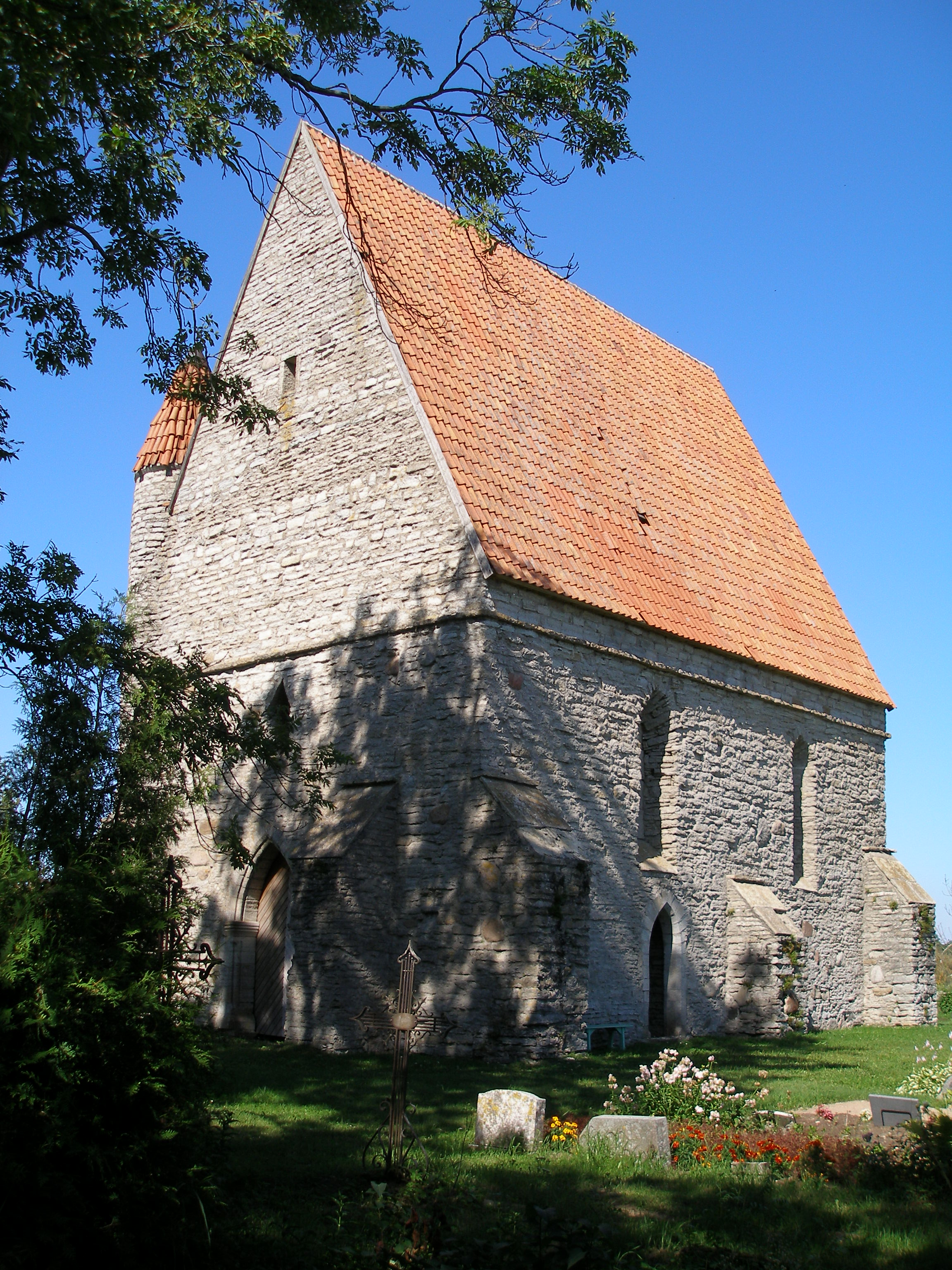
Saha
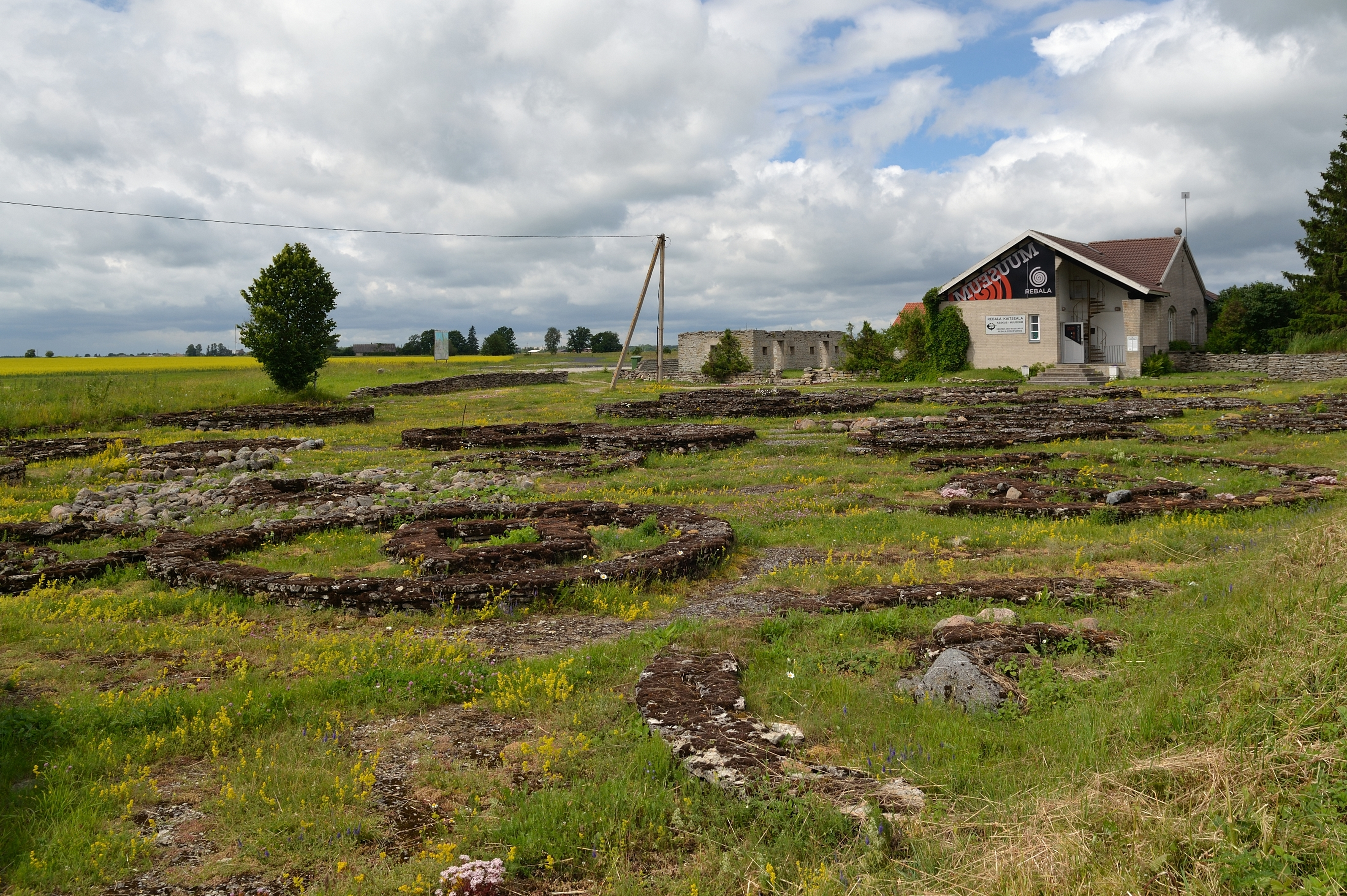
Rebala
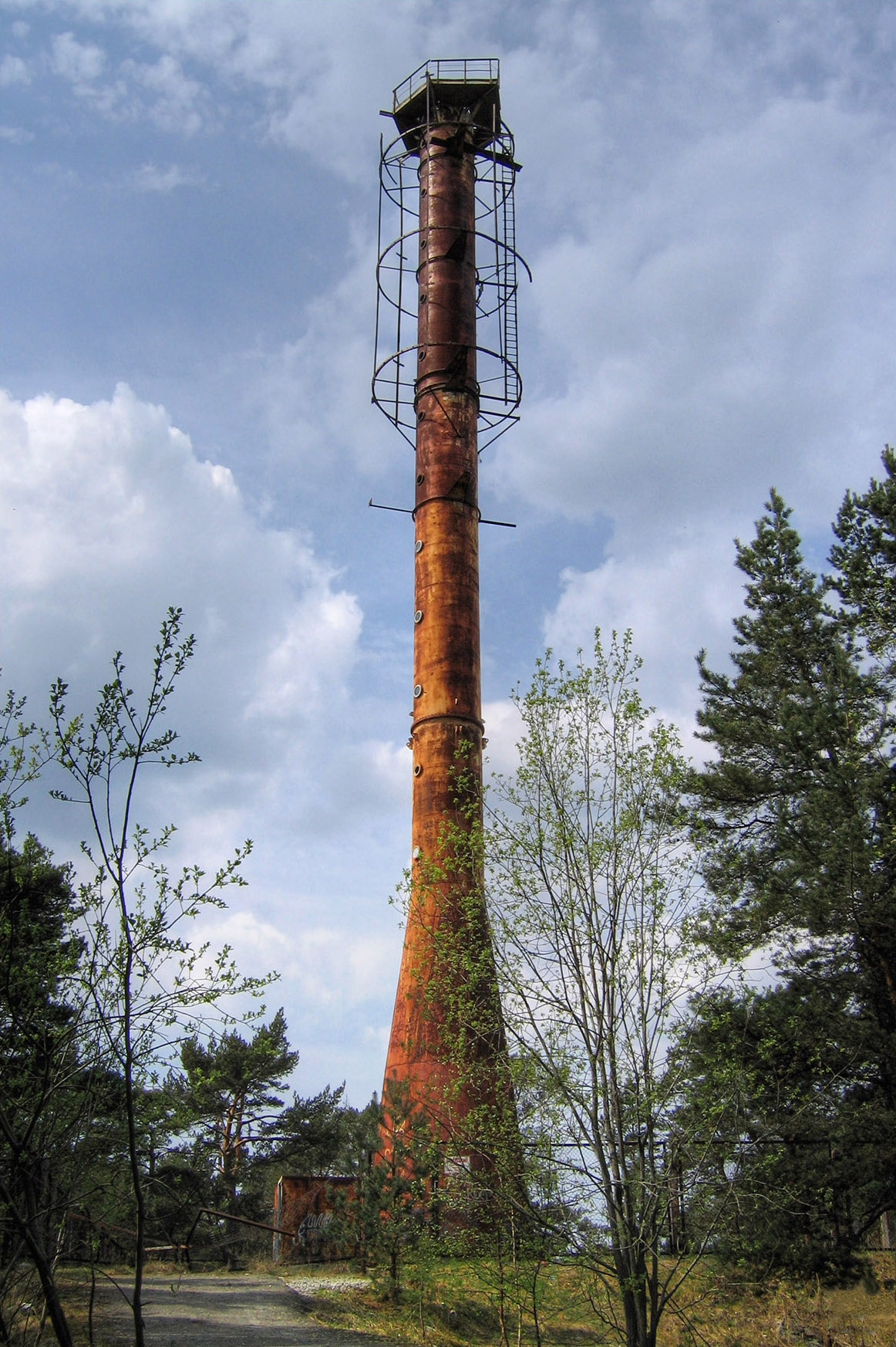
Ihasalu
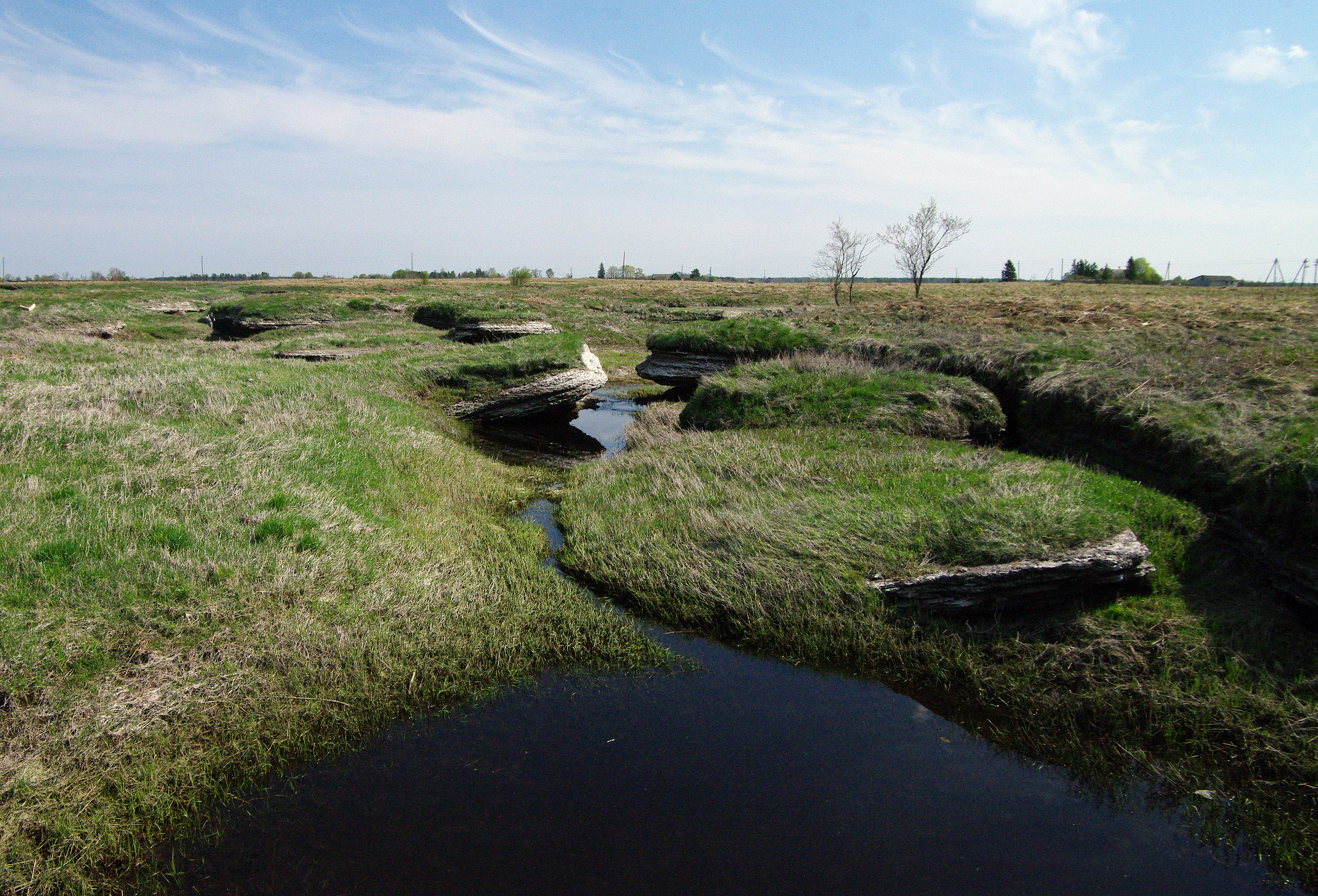
Kostivere
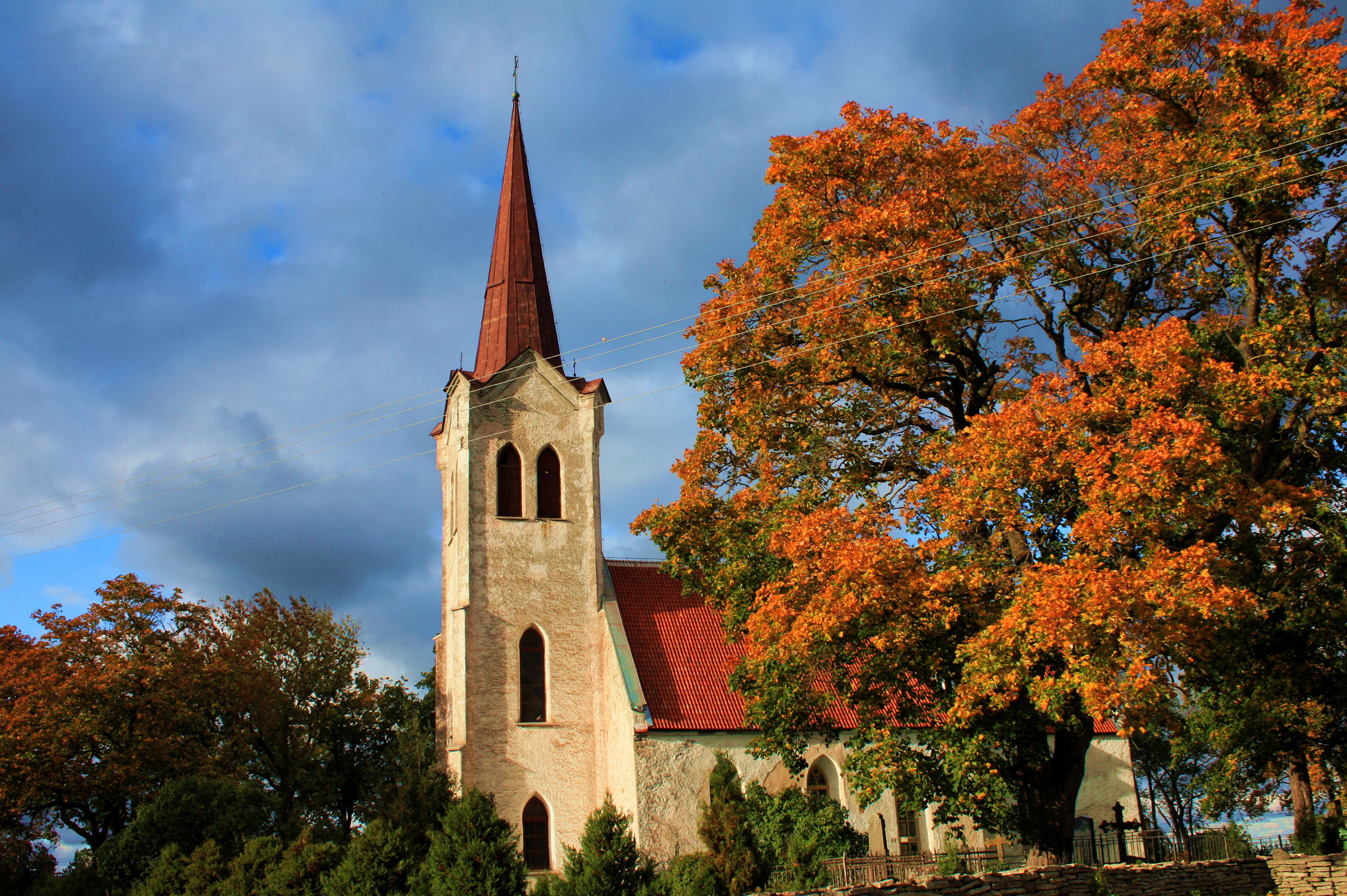
Jõelähtme
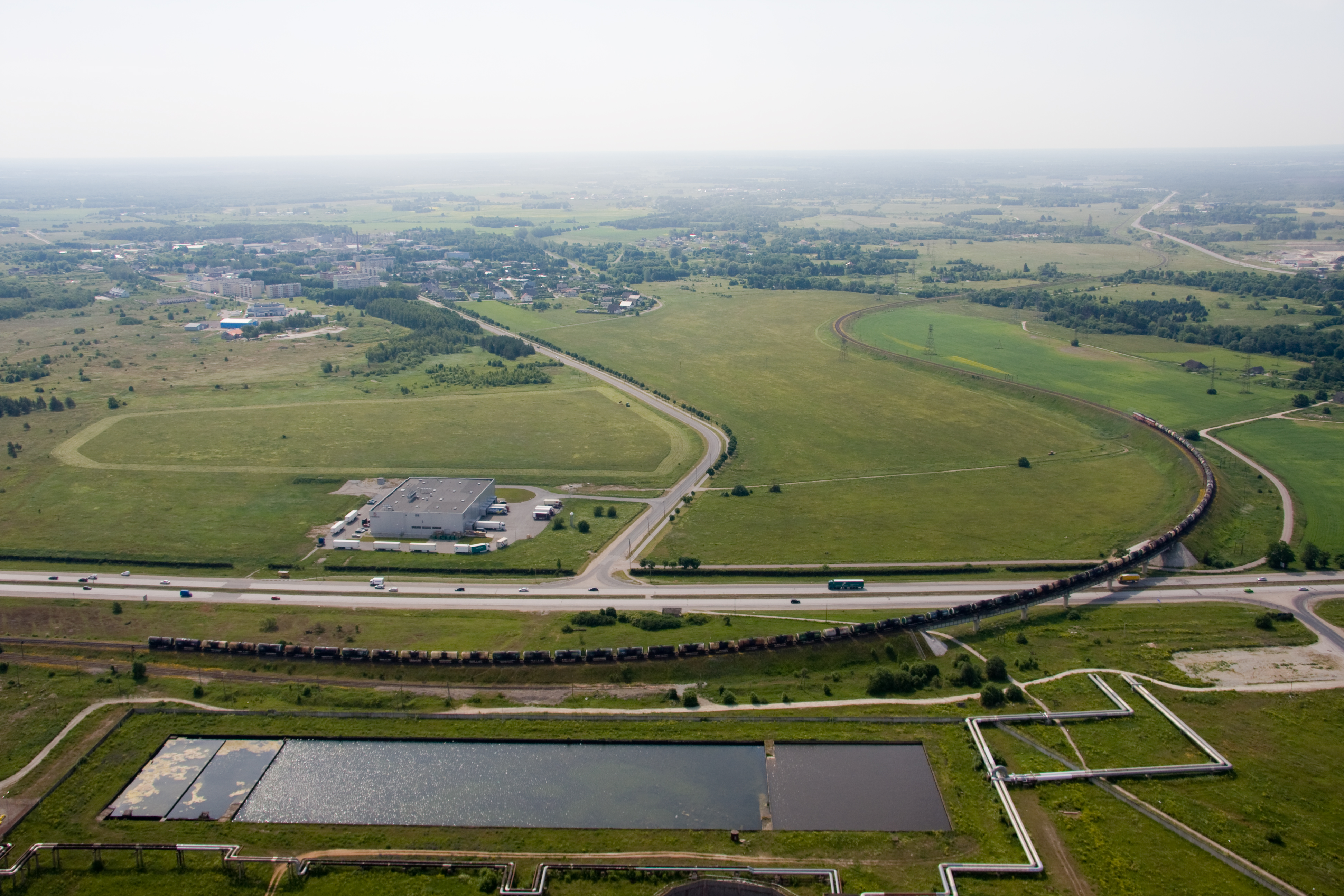
Lagedi, Muuga, zdjęcie zrobione z komina elektrowni Iru (59°27′07″N 24°55′33″E/59,451944 24,925833)
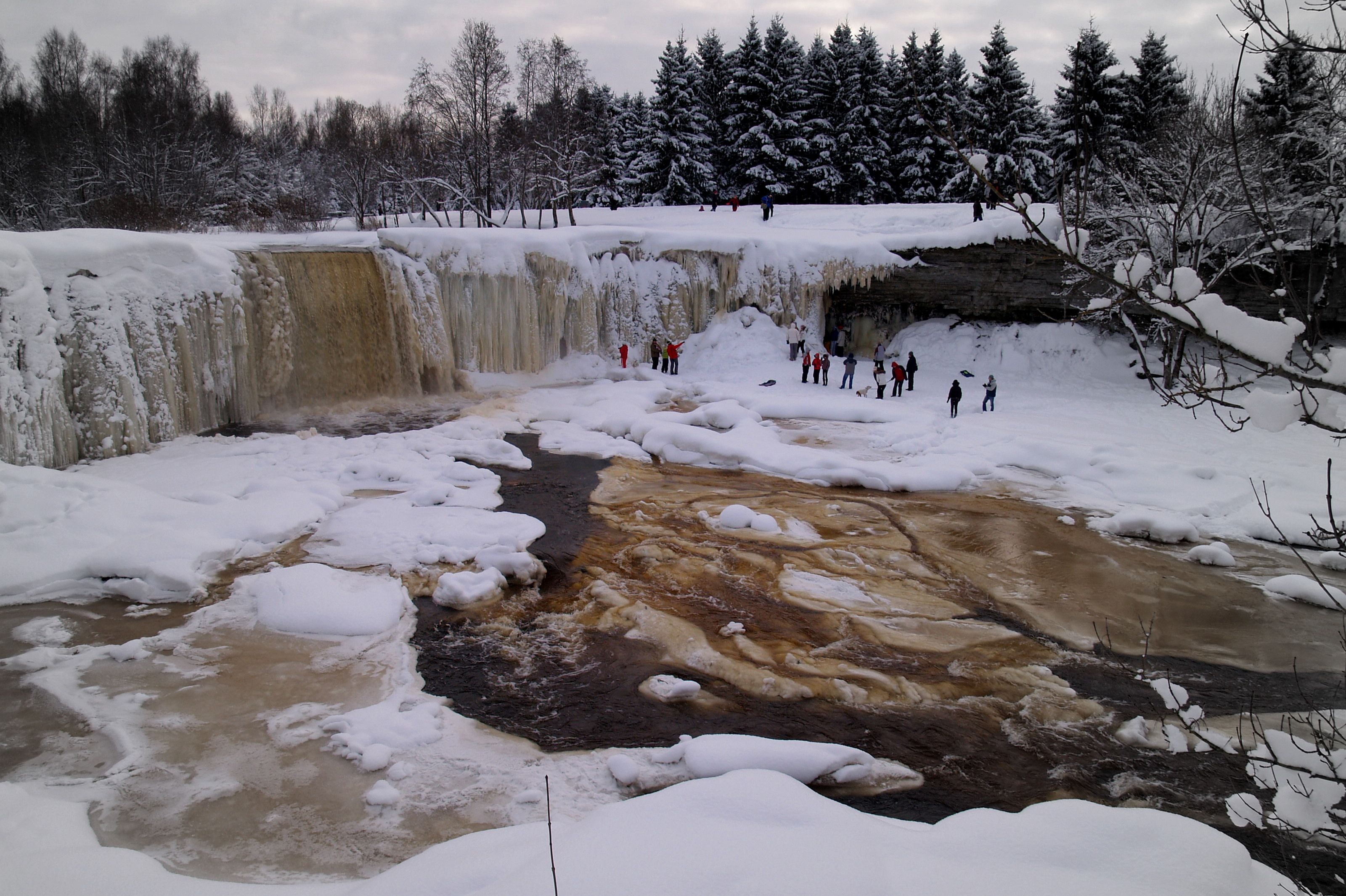
Jägala